# Adam van Koeverden
Adam van Koeverden, född den 29 januari 1982 i Toronto, Kanada, är en kanadensisk kanotist. Fadern är av nederländsk börd och modern ungerska, Beáta Bokrossy, som emigrerade efter Ungern-upproret 1956.
Han tog OS-guld i K-1 500 meter och OS-brons i K-1 1000 meter i samband med de olympiska kanottävlingarna 2004 i Aten.
Han tog därefter OS-silver i K-1 500 meter i samband med de olympiska kanottävlingarna 2008 i Peking. Vid invigningen av dessa spel bar han den kanadensiska flaggan.
Han tog även OS-silver i K-1 1000 meter i samband med de olympiska kanottävlingarna 2012 i London.